# 心智计算理论
在哲学中，心智计算理论，又名心靈計算理論（ 英語：Computational theory of mind，CTM ）指的是一系列關於「人类心智是一个訊息处理系统」的观点。該理論認為，认知和意识同為一种计算形式。沃倫·麥卡洛克和沃尔特·皮茨（1943）為最早提出神經活動是計算性的人。他们认为神经計算性可以解释认知 。该理论的當代形式由希拉里·普特南于1967年提出，并由他的博士生，同時也是哲学家和认知科学家的杰瑞·福多在1960至1980年代发展起来。 尽管在1990年代，由於普特南、希尔勒等人的研究，這一觀點在分析哲學領域中受到了強烈反駁，但此觀點仍普遍存於現代認知心理學中，許多演化心理學理論家也將其假定為正確的。2000至2010年代之間，这一观点在分析哲学領域再度引起注意。（Scheutz 2003，Edelman 2008）。
心智计算理论认为，心智是一個由大腦神經活動所實現的計算系統。該理論能以多種方式進行闡述，並且根據對術語「計算」的理解，在闡述上會有很大的不同。计算通常是以图灵机的方式來理解，图灵机會根据规则並结合机器的内部状态來處理符号。以图灵机的方式來理解计算的關鍵之處在於，我们可以將計算機的物理细节之外的本質抽象出來。也就是说，只要输出是基于「输入及内部状态之處理」，並根据规则來执行，计算就能夠透過矽晶片或神經網路來实现。因此，CTM認為，心智不只是一個類比於計算機程式的東西，心智實際上是一個計算系統。 
心智计算理论通常被認為需要心智表徵，因为计算中的「输入」是以客體的符号或其他表徵形式出现。雖然計算機不能計算實際的客體，但必須以某種形式解釋和表示該客體，然後才得以對該表徵進行計算。心智计算理论与心智表征理论有关 ，它们都要求心理状态是表征的形式。然而，心智表徵理论将焦点放在被處理的符号上。这种方法更好地解释了系统性和生产性。在福多最初的觀點中，心智计算理论也与思維語言（心語）有關 。思維語言理論允許心智在語義的幫助下處理更複雜的表徵。（参见下文心智狀態的语义）。 
近期的工作建議我們把心智和認知區分開來。根据麥卡洛克和皮茨的传统看法，认知计算理论（CTC）指出神经计算性能夠解释认知。心智计算理论則認為，不只是認知，現象意識或感质也都是计算性的。也就是说CTM勢必蘊涵著CTC。然而现象意识可以发挥一些其他的功能，認知計算理論為「心智的某些部分是非計算的」留下了開放的可能性。因此，認知計算理論为理解神经网络提供了一个重要的解释框架，同时也避開了以现象意识为中心的反驳。

## 电脑隐喻
心智计算理论与电脑隐喻不同，电脑隐喻是将心智与现代數位電腦进行比较。而計算理論只是使用了一些與數位電腦相同的原理。“电脑隐喻”是將心智比喻成軟體，將“大腦”比喻成硬體，而心智计算理论則是主張心智是一個計算系統。 
“计算系统”并不意味着现代的電子計算機。確切地說，计算系统是個符号調處器，遵循逐步函数来计算输入和形成输出。艾伦·图灵在他的图灵机概念中描述了这一类型的计算机。 

## 早期的支持者
其中一位心智计算理论的早期支持者是托马斯·霍布斯，他曾說過：「藉由『推理』的概念，我理解了什麼是計算。計算指的是提取同時添加在一起的多項事物之總和，或是指當某樣事物從其它東西那取走時，能夠知道残存的部分。因此，推理與做加減法是相同的。」由于霍布斯所生存的時代尚不能用有效的實例化程式來識別計算，因此不能解释为霍布斯明确支持當代意義上的心智計算理論。

## 思維的因果關係圖
心智计算理论的核心為「思想是計算的一種形式」，而根據定義，計算是一套表征之间关系的系统法则。这意味着当且仅当心智狀態与特定事物之间存在某种因果关系时，心智狀態才代表某种东西。例如當我們看到乌云，并认为“乌云意味着下雨”，「乌云和雨」的思想之间存在著相关性，這是因为乌云会引起降雨。这個关系有时被称为自然意义。相反地，思想的因果关系还有另一面，那就是「思想的非自然表征」。舉個例子，當你看到紅燈時，會認為紅色是“停”的意思，而紅色並沒有表示“停”的意思，因此它只是一種被發明出來的約定，類似於語言以及它們用於形成表徵的能力。

## 心智狀態的语义
心為计算理论表明，心為作為符號調處器，而心智表徵是符號表徵;正如语言的语义是与其意义相关的單詞和句子的特徵一樣，心智狀態的语义也就是表征的意义，即思維语言中「單詞」的定义。如果这些基本的心智状态可以像语言中的单词一样具有特定的意义，那就意味着，即使這些思想从未接觸過，我們仍可以创建更复杂的心智状态（思想）。就像讀到的新句子一樣，只要能理解基本的組成部分，並且在語法上是正確的，即使從來沒有遇到過，也能被理解。例如：“I have eaten plum pudding every day of this fortnight.”雖然很多人可能沒有見過這種特殊的單詞排列方式，但因为它在句法上是正确的，而且組成部分是可以理解的，因此大多数读者应该還是能慢慢地搜集而能領會这句话的意思。

## 批评
目前已經提出了一系列反對在心智計算理論中所使用的「物理主義概念」的論點。
早期对心智计算理论的间接批评来自於哲学家约翰·罗杰斯·希尔勒 。在他被称为中文房间的思想实验中，希尔勒试图驳斥人工智能系统具有意向性和理解能力的说法，也驳斥這些系統可以被稱為心智本身且足以研究人類心智的说法。  希尔勒讓我們想象這樣一個場景:「房間裡有一個人，除了一張寫有符號的紙可以從門底下透過外，此人無法與任何人或房間外的任何東西交流。」透過這張紙，该男子将使用一系列提供給他的规则书来回应含有不同符號的紙。房间內的男人並不知道这些符号是中文，而这个过程产生了对话，使房间外的中国人能夠確實理解。 希尔勒争辩说，房间里的男人不能理解這過程的中文对话。这本质上是心智计算理论所呈現給我們的一個模型，在這個模型中，心智只是簡單地解碼符號並輸出更多的符號。希尔勒认为，这不是真正的理解或意图。这批评最初是為了否定计算机像思想一样运作的想法而提出的。 

希尔勒进一步提出了究竟是什麼構成了計算的問題：「希尔勒之牆」
若我背后的這面牆在執行WordStar程式，之所以能執行是因為這面牆有一些分子的运动模式与WordStar程式的形式结构同构，而這面牆只要足夠大，就可以跑得了任何程式，包括任何大腦中的程式。 
像希尔勒这样的異議可能會被称为「充分性不足」的反对意见。他们声称心智计算理论之所以失敗，是因为计算不足以说明心智的某些能力。像弗蘭克·傑克遜知识论证這樣的感質论证，就可以這樣理解為對心智计算理论的反對——儘管它們針對的是一般的物理主義心智概念，而不是具體的計算性理論。
此外也有直接針對心智计算理论的反對意見。
由於各種理由，普特南本人(參見《表徵與現實》和《更新的哲學》的第一部分)成為了一位傑出的計算主義批評家，其中的理由包括與希尔勒的中文房间论证、世界-文字參考關係问题以及身心关系相關的想法。特别是在功能主义方面，普特南提出的觀點與希尔勒相似，但更为普遍，即人类心智能否实现计算状态的问题，与心智的本质问题无关，因为「每个普通的开放系统都能实现抽象的有限自動機。」 對此，計算主義者的回應是，應致力於制定標準來闡述「究竟什麼才算是實現」。   
羅傑·潘洛斯提出了这样一种观点，即對於理解和發現數學中的复杂性，人类的心智并没有使用一種已知的可靠計算程式。這就意味着普通的图灵完備计算机将无法查明「某些人類大腦可以查明的數學真理」。 

## 着名学者
- 丹尼尔·丹尼特提出了多重草稿模型 ，在该模型中，意识似乎是线性的，但实际上是模糊的和不完整的，分布在大脑的空间和时间中。意识是计算，且没有多余的步骤或“ 笛卡尔剧院 ”可让我們意识到计算在發生。
- 杰里·福多认为，心智状态（例如信念和欲望）是個體与心智表征之间的关系。他坚持认为，这些表征只有在心智中用思維语言（LOT）才能正确解释。此外，這種思維語言本身已經編碼在大腦中，並不只是一個有用的解釋工具。福多尔坚持一种功能主义，认为思维和其他心智过程主要由表徵语法上的運算所组成，而這些表徵语法构成了思维语言。在后来的工作（《 概念、榆树和专家》 ）中，福多完善了甚至质疑了一些他原本的计算主义观点，并采納高度修改過的LOT版本（请参阅LOT2 ）。
- 大卫·马尔提出认知處理具有三个层次：「计算层次」（描述认知过程所计算的计算问题（即输入/输出映射）），「演算法层次」（計算在計算層次上要求的問題時，呈現所採用的演算法）以及「实現层次」（在生物物質(例如大腦)的演算法層次上，描述所要求的演算法的物理實現）。 （Marr 1981）
- 乌里克·奈瑟 （ Ulric Neisser ）在1967年出版的著作《認知心理學》中创造了“认知心理学”一词，奈瑟將人描述為動態訊息處理系統，其心理活動可以用計算術語來描述。
- 史蒂文·平克描述了一种“语言本能”，即一種學習語言的內在發展能力（如果不是寫作的話）。
- 希拉里·普特南提出用功能主义来描述意识，声称无论意识是在大脑、计算机还是“桶中之腦”中运行，意识都等同于计算。
- 马里兰大学教授乔治·雷伊 （ Georges Rey ）以杰里·福多的心智表征理论为基础，提出了自己的计算/表征思維理论。

## 替代理论
- 古典联想主义
- 联结主义
- 有认知感
- 记忆预测框架
- 認知生成主義（Enactivism ）

## 外部連結
- PhilPapers上的心智计算理论
- 扎尔塔, 爱德华·N (编). . .
- 心智计算理论，Indiana Philosophy Ontology Project
- A Computational Foundation for the Study of Cognition （页面存档备份，存于） by David_Chalmers
- Computationalism: The Very Idea （页面存档备份，存于）, an overview of computationalism by David Davenport.
- The Cognitive Process Consciousness model of the Mind
- Fodor, The Mind Doesn't Work that Way （页面存档备份，存于）
- Collection of links to online papers
- Bruno Marchal argues that physical supervenience is not compatible with computational theory (French)

## 筆記
1. ↑  Piccinini, Gualtierro & Bahar, Sonya, 2012. "Neural Computation and the Computational Theory of Cognition" in Cognitive Science. https://onlinelibrary.wiley.com/doi/epdf/10.1111/cogs.12012 （页面存档备份，存于）
2. ↑  Putnam, Hilary, 1961. "Brains and Behavior", originally read as part of the program of the American Association for the Advancement of Science, Section L (History and Philosophy of Science), December 27, 1961, reprinted in Block (1983), and also along with other papers on the topic in Putnam, Mathematics, Matter and Method (1979)
3. ↑  Horst, Steven, (2005) "The Computational Theory of Mind" （页面存档备份，存于） in The Stanford Encyclopedia of Philosophy
4. 1 2  Horst, Steven, (2005) "The Computational Theory of Mind" （页面存档备份，存于） in The Stanford Encyclopedia of Philosophy
5. ↑  Horst, Steven, (2005) "The Computational Theory of Mind" （页面存档备份，存于） in The Stanford Encyclopedia of Philosophy
6. ↑  Piccinini, Gualtierro & Bahar, Sonya, 2012. "Neural Computation and the Computational Theory of Cognition" in Cognitive Science. https://onlinelibrary.wiley.com/doi/epdf/10.1111/cogs.12012 （页面存档备份，存于）
7. 1 2  Pinker, Steven. The Blank Slate. New York: Penguin. 2002
8. ↑  Hobbes, Thomas "De Corpore"
9. ↑  Searle, J.R., , The Behavioral and Brain Sciences, 1980, 3 (3): 417–457, doi:10.1017/S0140525X00005756
10. ↑  Searle, J.R., , 1992
11. ↑  John R. Searle. . Proceedings and Addresses of the American Philosophical Association. (Nov., 1990),. Vol. 64 (No. 3): pp. 21-37 (17 pages). doi:10.2307/3130074.
12. ↑  Putnam, H., , 1988
13. ↑  Chalmers, D.J., , Synthese, 1996, 108 (3): 309–333  [2009-05-27], doi:10.1007/BF00413692, （原始内容存档于2004-08-20）
14. ↑  Edelman, Shimon,  (PDF), Journal of Experimental and Theoretical AI, 2008, 20 (3): 181–196  [2009-06-12], doi:10.1080/09528130802319086, （原始内容存档 (PDF)于2020-06-19）
15. ↑  Blackmon, James. . Erkenntnis. 2012, 78: 109–117. doi:10.1007/s10670-012-9405-4.
16. ↑  Roger Penrose, "Mathematical Intelligence," in Jean Khalfa, editor, What is Intelligence?, chapter 5, pages 107-136. Cambridge University Press, Cambridge, United Kingdom, 1994

- Computation and Cognition
- Computation Is Just Interpretable Symbol Manipulation: Cognition Isn't （页面存档备份，存于）